# رامایانا: رزم‌نامه
رامایانا:رزم‌نامه (به انگلیسی: Ramayana: The Epic) نام یک پویانمایی رایانه‌ای و محصول سال ۲۰۱۰ از شرکت مایان دیجیتال مدیا هند است. کارگردان این اثر «چیتان دسای» و تهیه‌کنندهٔ آن «کیتان مهتای» هستند. این انیمیشن در ۲۵ اکتبر ۲۰۱۰ توسط کمپانی برادران وارنر هند منتشر شد.

## موضوع فیلم
این پویانمایی افسانهٔ ارباب راما را از بدو تولد تا جنگ با راوانا در سری لانکا بازگو می‌کند.